# إليعازر كابلان
إليعازر كابلان (بالعبرية: אליעזר קפלן)‏ (1891 - 13 يوليو 1952) ناشط صهيوني وسياسي إسرائيلي ومن الموقعين على وثيقة استقلال إسرائيل عام 1948. شغل إلعازر منصب وزير مالية في الحكومة الإسرائيلية وهو أول وزير مالية في تاريخ إسرائيل.